# Nerviërs

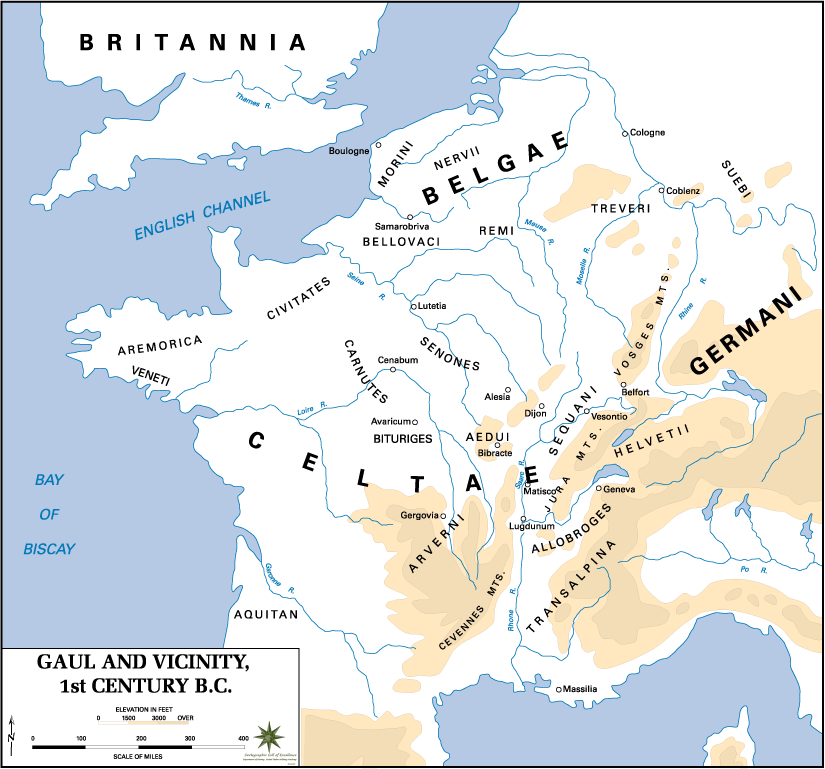
Gallië rond de 1e eeuw v.Chr., met daarop het gebied van de Nervii tussen de Schelde en de Samber

De Nerviërs (Latijn: Nervii), waren een Belgische volksstam die ten tijde van de verovering door Julius Caesar in het noorden van Frankrijk en het zuiden van België woonde, tussen Schelde en Samber. De stam beheerste een belangrijke sector van de grote handelsweg van Keulen naar Amiens (de Chaussée Brunehaut).

## Woongebied van de Nerviërs
Caesar noemt als buurvolkeren: de Viromandui (Vermandois), de Atrebates (Arras), de Atuatuci en de Remi (Reims). Tacitus vermeldt dat de Nerviërs in zijn tijd prat gingen op hun 'Germaanse' afkomst, als het ware om zich te distantiëren van de 'makke' Galliërs. Ook Caesar zegt dat de meeste Belgae afkomstig waren van de Germanen, dat wil zeggen dat ze van over de Rijn kwamen. De Griekse geograaf Strabo schrijft dat de Nerviërs een Germaans volk waren, maar aan de Treveri grensden. Waarschijnlijk verwisselde hij de Nerviërs met de Eburonen. Onderzoekers hebben sporen van hun Germaans dialect menen terug te vinden in een reeks toponiemen in hun woongebied, vooral in de Belgische provincie Henegouwen.
De Gallo-Romeinse, zeer uitgestrekte civitas Nerviorum omvatte waarschijnlijk ook de woongebieden van andere, meer noordelijk en oostelijk te situeren stammen, waarvan Caesar zegt dat zij afhankelijk waren van de Nerviërs: Ceutrones, Levaci, Geidumni, enz. Dit Romeinse administratieve gebied werd vermoedelijk begrensd door de Rupel in het noorden, de Schelde in het westen, de civitas Tungrorum in het oosten en de civitates Remorum en Ambianorum in het zuiden. Dichte bossen maakten dat in het oosten en het zuiden de grenzen onduidelijk waren.
Voor de Romeinse tijd kenden de Nerviërs vier oppida: Asse, Elewijt, Binche en Blicquy. De Romeinen gaven de voorkeur aan één civitas (administratieve hoofdplaats). Zij wezen Bagacum Nerviorum (Bavay) hiertoe aan. Tijdens de late keizertijd werd na de val het Gallische keizerrijk, die in 275 tot rampzalige invallen van de Franken had geleid, de hoofdplaats naar Cameracum (Kamerijk) verplaatst. De naam van het gebied werd gewijzigd in civitas Cameracensium. De grenzen bleven ongeveer bewaard in die van het oude bisdom Kamerijk.

## De Nerviërs en Caesar
In 57 v.Chr. trachtten de Nerviërs, o.l.v. Boduognatus, Caesar tegen te houden aan de Sabis. Enkele jaren later, in 54 v.Chr., slaagde de stam er bijna in het legioen van Quintus Tullius Cicero, dat in hun grensgebied overwinterde, uit te schakelen met represailles als gevolg. Voor de grote opstand van Vercingetorix leverden ze volgens Caesar 6000 man.
Caesar leed in de Slag aan de Sabis (waarschijnlijk de rivier de Selle in Noord-Frankrijk) zware verliezen, hetgeen hem ertoe noopte een aantal details mee te delen over deze volksstam, die overeenkomen met wat hij in zijn inleidend hoofdstuk vertelde over de Belgen in het algemeen: zij lieten geen Romeinse handelaars toe binnen hun gebied die wijn of andere luxegoederen zouden invoeren en voerden vaak oorlog met de Germanen; het waren woeste en dappere kerels, die zich niet met Rome wilden inlaten.
Caesar heeft een interessante uitweiding over de 'hagen', die typisch blijken te zijn geweest voor het Nervisch gebied (Frans en Belgisch Henegouwen, Waals-Brabant) waar hij in 57 v.Chr. doorheen trok. Die hagen zoomden de velden en de wegen af en hinderden de opmars van Caesar. De Romeinse veldheer kent er een militaire functie aan toe: de Nerviërs hadden geen noemenswaardige ruiterij en streden vooral te voet, waarbij zij door hun hagen in het voordeel waren. In elk geval wijzen deze hagen erop dat langs de grote baan Amiens-Keulen de bossen plaats hadden gemaakt voor cultuurgronden. Zijn beschrijving is best toepasbaar op de 'kanten' of houtwallen rondom de akkers, zoals ze tot voor enkele tientallen jaren haast overal te zien waren.

### De slag aan de Sabis

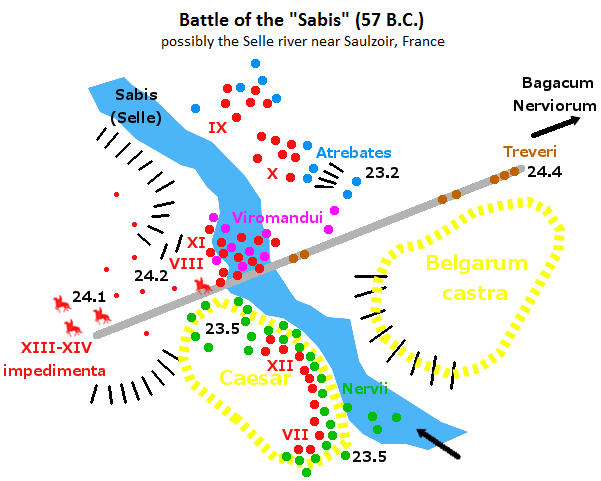
Kaart van de slag

Nadat Caesar aan de Aisne in het land van de Remi een eerste Belgisch coalitieleger had verslagen, hadden de Belgische stammen van Noord-Frankrijk, waar Caesar met zijn leger naartoe trok, zich een voor een aan hem overgegeven: eerst de Suessiones (rond Soissons), dan de Bellovaci (omgeving van Beauvais) en als laatste de Ambiani. Vanuit hun gebied, dat gelegen was rond de latere stad Amiens (Samarobriva Ambianorum), vertrok Caesar met de acht legioenen waarover hij toen beschikte, in noordoostelijke richting, naar het gebied van de Nerviërs, waar ook de legers van de stammen der Atrebates en de Viromandui zich hadden teruggetrokken. Na drie dagen te hebben opgemarcheerd vernam Caesar dat hun leger, samen met dat van de Viromandui en de Atrebates, de Romeinen opwachtte achter de rivier de Sabis op niet meer dan vijftien kilometer van zijn kamp. Daarheen leidde Caesar de volgende dag zijn legioenen. Wellicht verwachtte hij een zoveelste, relatief makkelijk succes.
De Nerviërs waren echter nauwkeurig ingelicht over Caesars marsgewoonten. Bovendien bleken de Nerviërs en hun bondgenoten zich gedisciplineerd te gedragen. Hun aanvalsplan was erop gericht het Romeinse leger zo gevoelig te treffen dat Caesar niet anders zou kunnen dan naar Italië terug te keren.
Caesar had de kilometerslange legerkolonne (meer dan vijftigduizend mensen en vele duizenden lastdieren) opgesteld zoals dat zijn gewoonte was in vijandelijk gebied. Na de voorhoede kwamen zes van de acht legioenen, gevechtsklaar, dat wil zeggen zonder hun bagage. Die bevond zich in de lange legertros, die achter de zes legioenen voorttrok. Daarna kwamen de laatste twee legioenen, als bescherming voor de tros en als achterhoede.
De kampplaats, die elke dag zorgvuldig gekozen werd door speciale eenheden, was bij aankomst van de eerste troepen al volledig voorbereid, zodat alle eenheden wisten waar ze hun tenten konden opslaan. Het eerste werk was de versterking van de kampplaats: het graven van een gracht en het opwerpen van een wal rond het enorm grote terrein. Alle legioenen kenden hun plaats in het geheel en de sector van het kamp die zij moesten beginnen versterken. Als iedereen was aangekomen (wat enkele uren duurde) was elke zijde van het kamp door twee legioenen verdedigd. Het spreekt voor zich dat tijdens het uitvoeren van de aankomstmanoeuvres en het graafwerk de legioenen het kwetsbaarst waren. Toen de eerste delen van de legertros het kamp binnentrokken, vielen de Belgen dan ook aan. Zij wisten dat de laatste twee legioenen op dat ogenblik nog kilometers ver waren. Zij zouden nu trachten de legioenen twee per twee uit te schakelen.
De Nerviërs, de hoofdmacht, stonden op de linkervleugel. De kleinere groepen der Atrebaten en der Viromandui stonden resp. op de rechtervleugel en in het centrum. Zij vielen het eerst aan en moesten de legioenen die de linkerkant (legio IX en Legio X Gemina) en de voorkant (legio VIII en legio XI) van het Romeinse kamp aan het versterken waren, weglokken van de bivakplaats. Daardoor was het kamp enkel op de rechterkant verdedigd. Op dat ogenblik viel de hoofdmacht aan. Eén deel pakte de twee legioenen van de rechterzijde (legio VII en legio XII) aan, het andere trok naar het hoogst gelegen deel van het kamp, waar de staf gelegerd was. Blijkbaar was het de bedoeling dat de hoofdmacht de twee legioenen zeer snel zou uitschakelen, om dan de anderen te gaan helpen. Wanneer de twee laatste legioenen (legio XIII en legio XIV) zouden arriveren, moest de strijd beslist zijn.
Caesar had veel geluk; blijkbaar hadden de Belgen hem niet zo snel verwacht. In elk geval was een vierde stam, de Atuatuci, nog niet gearriveerd toen het gevecht moest beginnen. De Ambiani hadden bovendien de tegenslag dat zij op hun vleugel tegenover de fameuze legaat Titus Labienus kwamen te staan, die het negende legioen commandeerde, en tegenover Caesars favoriete tiende legioen. Zij leden zware verliezen en deze legioenen konden de Gallische kampplaats innemen. Toen Labienus zag wat de Nerviërs van plan waren, zond hij het tiende legioen opnieuw naar de Romeinse kant om te gaan helpen. Omdat de Belgen niet op volle sterkte waren, duurde het gevecht langer dan voorzien, en de slag was beslist op het ogenblik dat de twee laatste legioenen in versnelde pas arriveerden. Toen was het met de Belgae gedaan.

### Belegering van het winterkamp van Cicero
Hoewel de Nerviërs door hun nederlaag aan de Sabis volgens Caesar massaal uitgedund waren, kwamen ook zij in opstand. Een bijna volledig legioen onder leiding van Quintus Tullius Cicero had zijn winterkamp opgeslagen aan de heirbaan Bonen-Keulen, ca. 75 km verwijderd van het voorgenoemde kamp. Nadat ze een Romeins leger verpletterd hadden, trokken de Eburonen naar de Atuatuci. Samen voegden ze zich bij de Nerviërs. Totaal onverwacht bestormden de drie stammen, die zo veel mogelijk krijgers hadden bijeengetrommeld, het winterkamp. De Romeinen sloegen de aanval af, werkten zo goed en zo kwaad als het ging de versterkingen af, en hielden stand.
Dan boden de Belgen aan Quintus Cicero aan, om hem met zijn legioen weg te laten trekken, maar Cicero weigerde. Daarop sloten de Belgae het winterkamp volledig in met een gracht en een wal. Deze belegeringswerken, met een totale omtrek van 6 km, werkten ze op een paar uur af, wat een idee geeft van hun aantal. Toen de Belgen de dagen daarop telkens weer aanvielen, werd de toestand stilaan hachelijk. Op de zevende dag schoten de Belgae het kamp in brand en vielen massaal aan. Voorlopig echter konden de Romeinen stand houden.
Van bij de eerste aanval had Cicero herhaaldelijk geprobeerd Caesar op de hoogte te brengen, wat telkens mislukt was. De boden die in handen vielen van de Belgae, werden voor de ogen van de soldaten op een afschuwelijke manier om het leven gebracht. Toen duidelijk werd dat het een kwestie was van enkele dagen voor het kamp zou vallen en dat er iets moest gebeuren, bracht de Nerviër Vertico, die niet had willen meewerken met zijn stamgenoten en die zijn toevlucht had gezocht in het winterkamp, de redding. Hij kreeg een van zijn mensen zover dat hij nog eens wilde proberen door de belegeringslinie te geraken. Die man raakte tot bij Caesar, die al op weg was naar Italië en dus van niets wist.
Caesar stuurde de bode onmiddellijk terug met een bericht voor Cicero en hij vertrok onmiddellijk met een klein leger van twee legioenen. Labienus, wiens kamp belegerd werd door de Treveri en die op de hoogte was van de gebeurtenissen bij de Eburonen, wilde zijn winterkamp niet verlaten en kon dus niet helpen. Met zijn twee legioenen trok Caesar bliksemsnel op richting Cicero. Die kreeg het bericht van Caesar pas laat te zien en geloofde slechts dat er hulp op komst was, toen de uitkijkposten in de verte rookpluimen van branden opmerkten en toen de Belgae de belegering plotseling opgaven.
Caesar, die door Cicero verwittigd was dat de Belgen in zijn richting kwamen, sloeg zijn kamp op aan een klein riviertje in een machtige vallei (waarschijnlijk de Piéton). Aan de overkant stond de legermacht van de Belgae te wachten. Door zijn bivak met opzet klein te houden en te doen alsof hij bang was van de Belgen, lokte Caesar een aanval uit. De Romeinen stonden klaar en joegen de Belgen bij een plotse uitval op de vlucht. Caesar wilde hen niet achtervolgen maar trok onmiddellijk verder naar Cicero. De hulp was geen moment te vroeg gekomen: 90 procent van Cicero's legioen was gedood of gewond.

## Gallo-Romeinse periode

### Economie
Caesar vermeldt zoals gezegd dat de Nerviërs, evenals de andere Belgische stammen, de Romeinse handelaars weerden uit hun gebied. Dat wordt onrechtstreeks bewezen door het totaal ontbreken van scherven van wijnamforen in het huidige België tot de Romeinen er vaste voet hadden gekregen. Anderzijds liep de belangrijke handelsweg Amiens - Rijn dwars door hun gebied.
De houtwallen die Caesar beschrijft wijzen erop dat het gebied waar hij toen doortrok intensief in cultuur gebracht was. Of de landbouw in het gebied van de Nerviërs toen al genoeg overschotten produceerde om uitvoer mogelijk te maken, is twijfelachtig.
Tijdens de Keizertijd groeide Bavay uit tot een belangrijk verkeers- en handelscentrum. Het prijsedict van keizer Diocletianus vermeldt de Nervische textielproducten. De sporen van villae, de herenboerderijen uit de Gallo-Romeinse periode en de vele plaatsnamen met uitgang op -(i)iacum (hoeve van) wijzen op het belang van de landbouw tijdens de Keizertijd.
Toch was er niet voor iedereen werk, want vele Nerviërs zochten hun geluk in het Romeinse leger. Er zijn zes cohortes Nerviorum en één ala (ruiterijafdeling) bekend uit inscripties en literaire bronnen.

### Kunst en cultuur
De archeologische resten bewijzen duidelijk dat de cultuur van de Nerviërs Keltisch was (La Tène). Een paar inscripties zijn gevonden die te maken hebben met religie, maar over goden en hun cultus kan niets met zekerheid gezegd worden. In de 4e eeuw, na het edict van Constantijn, werd Bavay een bisschopsstad: de episcopus Nerviorum is vermeld bij het concilie van Keulen in 346.
Keramiek is alomtegenwoordig. De Gallische stammen waren bedreven in metaalbewerking. In hun ateliers werden ijzer en andere metalen bewerkt tot juwelen. De juweelkunst, evenals de metallurgie kenden dus een zekere vorm van perfectionering.

## Nagedachtenis
In 1865 is op het landgoed van het kasteel van Acoz in de gemeente Gerpinnes door Octave Pirmez een graf gevonden van Nerviërs die omgekomen zijn in hun strijd tegen Caesar. Ter herinnering aan dit volk heeft Pirmez er met zijn broers de steen van de Nerviërs geplaatst. 